# Sinfonia n. 1 (Beethoven)
La Sinfonia n. 1 in do maggiore Op. 21 fu composta da Ludwig van Beethoven fra il 1799 e 1800. Fu eseguita per la prima volta il 2 aprile 1800 al Burgtheater di Vienna.

## Storia
Beethoven si avventurò relativamente tardi nel mondo sinfonico: all'età in cui finì di licenziare la sua prima, Wolfgang Amadeus Mozart ne aveva già composte trentasei, e Joseph Haydn quasi venti. Era perciò ben lontano da una maturazione stilistica paragonabile a quella dei suoi predecessori. Questa sinfonia è un'opera dall'identità incerta, divisa tra i riferimenti al passato e l'incombenza di un futuro che si lasciava intuire solo a tratti.
Nel tempo che trascorse tra gli abbozzi, subito interrotti, di una prima composizione sinfonica (risalenti agli anni 1794-1795) e il completamento della prima sinfonia, la principale preoccupazione di Beethoven fu di elaborare, più che una tecnica di scrittura, una strategia compositiva che permettesse di contenere tutta la ricchezza delle sue idee all'interno dell'architettura classica. Il compositore procedette infatti con uno sdoppiamento di piani che si sarebbe rivelato decisivo lungo tutta l'evoluzione del suo linguaggio orchestrale: la grammatica profonda della sinfonia rispetta i canoni del linguaggio classico, mentre in superficie l'accumulo incessante dei materiali produce la sensazione di un fluire ininterrotto, irregolare, tale da aprire l'organismo chiuso della sinfonia a ogni sorta di invenzione e di improvvisazione.

## Analisi dei movimenti
L'introduzione lenta di dodici battute al primo movimento — una serie di cadenze perfette di accordi di settima di dominante con risoluzione nella tonica, a partire da quella "fasulla" della sottodominante — dovette certamente stupire i primi ascoltatori, non avvezzi a simile audacia armonica.
L'Adagio sfocia senza soluzione di continuità nell'Allegro con brio, una classica forma sonata che presenta due temi principali.

Il secondo movimento, anch'esso in forma sonata con due temi principali, vede la contrapposizione della semplice cantabilità dei temi all'incessante ritmo puntato, ripreso anche da trombe e timpani.

Il movimento più atipico e innovativo è indubbiamente il terzo, un trascinante scherzo (ancorché segnato come minuetto) basato sul materiale dei due precedenti movimenti.

Il quarto e ultimo movimento è quello che deve di più alla musica di Joseph Haydn, e non presenta particolari elementi innovativi.

### Analisi del Primo movimento
Il Primo movimento della sinfonia ha come metro quattro quarti per l'introduzione e due mezzi per il resto del movimento nella tonalità di base di do maggiore. L'indicazione agogica (o tempo) indicata è “Adagio molto” per l'introduzione e "Allegro con brio" per la parte centrale del movimento. La struttura formale è quella di una forma-sonata con le tre classiche parti: Esposizione - Sviluppo - Ripresa. L'Esposizione è preparata da una Introduzione e la Ripresa si conclude con una Coda finale.

#### Introduzione (Adagio molto)
L'Introduzione presenta una certa novità: in lavori di autori precedenti l'introduzione aveva lo scopo di preparare brevemente la tonalità d'impianto; qui la cosa cambia in quanto la tonalità non si dichiara che alla fine di una lunga introduzione iniziata da alcune modulazioni indecise che hanno lo scopo di "condurre l'uditore da un campo indefinito ad uno più ristretto e determinato".  Quindi a sconcertare i primi ascoltatori non è tanto la lunghezza di questa introduzione "più breve delle introduzioni premesse da Haydn con regolarità alle sue ultime sinfonie, quanto il partire dalla sponda non remota ma imprevedibile del fa maggiore".
L'Introduzione può essere divisa in due parti: battute 1 - 4 (sezione accordale) e battute 4 - 12 (sezione melodica). La sezione accordale si presenta con tutta l'orchestra con tre accordi di settima: (1) do maggiore settima che risolve sul fa maggiore, ossia la settima di dominante di fa che risolve sul fa maggiore (sopradominante); (2) sol maggiore settima che risolve sul la minore, ossia la settima di dominante della tonalità di base che risolve sulla relativa minore (cadenza d'inganno); (3) re maggiore settima che risolve sul sol maggiore, ossia la settima di dominante della dominante della tonalità di base che risolve sulla dominante. I legni e i corni propongono gli accordi con note tenute in sforzando, mentre gli archi supportano con note pizzicate (l'accordo di settima è in forte, la risoluzione in piano).[batt. 1-4 Trascr. Singer]
La sezione melodica seguente (misure 4 - 12) ha lo scopo di collegare gli accordi iniziali al primo tema e di preparare la tonalità di base (do maggiore) con modulazioni che però non si allontanano molto dal do maggiore (sol maggiore, dominante; la minore, relativa minore; fa maggiore, sottodominante; re minore, dominante della dominante). Dall'ultimo accordo di dominante (sol maggiore) per tre misure si sviluppa una linea melodica degli archi I e II in ottava (misure 5 - 7); i legni si fanno appena sentire nei momenti di "riposo" di questa linea melodica. L'armonia oscilla tra il sol maggiore settima e il do maggiore. [batt. 5-7 Trascr. Singer]
Le ultime 5 battute dell'Introduzione vedono un dialogo accordale tra archi e fiati con modulazioni che arrivano fino al fa maggiore e il re minore (quest'ultima è "sentita" come la dominante della dominante). L'ultimo accordo di sol maggiore settima prepara l'entrata della tonalità (do maggiore) e del Tema Principale. [batt. 8-12 Trascr. Singer]
La novità di questa Introduzione consiste nell'essere utilizzata come un mezzo per ampliare il più possibile l'entrata del Tema Principale e per dargli il maggiore peso possibile.

#### Tema principale (Allegro con brio)
Il Primo tema (o Tema Principale) consiste in una ritmica melodia di 5 irregolari misure (misure 13 - 17) dal carattere spiccatamente ascendente. Questo tema viene definito "svelto e marziale", oppure pieno di "slancio eroico delle note ribattute e degli sforzando" oppure "uno spirito nuovo, una volontà indomita di azione".
In questa melodia si possono individuare tre elementi (o incisi) significativi: 
- inciso "I1" (ascendente) formato da una croma con punto (nota sol = dominante) seguita da una semicroma (nota si = sensibile) che si conclude sulla nota do (tonica); questo inciso compare nelle prime due battute del tema in posizione di anacrusi e caratterizza il tema con slancio;
- inciso "I2" (piano) formato da due quartine di crome in parte ribattute e tutte in "staccato comune"; questo "ritmo marcato"[2] è posizionato nella parte centrale del tema;
- inciso "I3" (ascendente) composto da 4 semiminime (sempre in staccato) che insieme formano le note dell'accordo di settima aumentata o settima maggiore sul do maggiore e si conclude sulla nota do (tonica).

Questi tre incisi avranno una parte molto importante nella sezione di Sviluppo del movimento. [batt. 13-17 Trascr. Singer]
La presentazione completa di questo tema occupa 21 misure e si sviluppa in tre fasi: 
- prima fase (misure 13 - 19): Tema sulla tonica - modulazione do maggiore => la maggiore settima;
- seconda fase (misure 19 - 25): Tema sulla sopratonica (= re minore, preparato dall'accordo precedente di la maggiore settima - dominante di re) - modulazione re minore => sol maggiore settima;
- terza fase (misure 25 - 33): Tema alla dominante (sol) - caduta di crome puntate (accordo di sol maggiore settima) - serie di accordi in fortissimo verso la tonica (do maggiore => fa maggiore => do maggiore => sol maggiore settima => do maggiore).

La strumentazione segue questo schema: il tema è sempre presentato dai primi violini; gli accordi finali di ogni fase sono costruiti con una strumentazione sempre più corposa: legni la prima fase, legni e corni la seconda fase, legni, corni e trombe con timpani la terza e conclusiva fase. [batt. 27-33 Trascr. Singer]
Segue la "codetta del primo tema" oppure anche la "transizione" o "ponte modulante" verso il Secondo Gruppo Tematico (misure 33 - 52) basata su semplici schemi di domanda-risposta tra le varie sezioni dell'orchestra. Si tratta di un crescendo ritmico dove gli incisi musicali diventano sempre più brevi e ritmici e il dialogo tra domanda e risposta sempre più serrato:
- misure 33-34: domanda (inciso "A") di due battute degli archi;
- misure 35-36: risposta (inciso "A") di due battute dei legni;
- misure 37-38: domanda (inciso "B") di due battute degli archi;
- misure 39-40: risposta (inciso "B") di due battute dei legni;
- misure 41-44: crescendo di quattro battute sull'inciso "I2" degli archi prima e legni poi;
- misure 45-48: rapide domande e risposte (con incisi di una battuta - inciso "C") in fortissimo tra viole, violoncelli e contrabassi da un lato e flauti, oboi e fagotti dall'altro;
- misure 49-52: dialogo di semiminime accordali tra archi (tempo forte della battuta) e fiati (tempo debole della battuta); il timpano rinforza gli archi. Le ultime due misure tutti insieme. L'armonia si sposta dalla tonica alla dominante. [incisi]

#### Secondo tema e Coda dell'Esposizione
Il Secondo tema (misure 53 - 60) è una frase regolare (o quadrata) di 8 battute formata da due "membri di frase" di 4 battute ciascuno. Il primo membro consiste in un dialogo tra oboe e flauto accompagnato dalle semiminime puntate in arpeggio degli archi; il secondo membro chiude il Tema con una delicata linea melodica appena sincopata con il rinforzo del clarinetto e fagotto. L'armonia è quella della dominante (sol maggiore) arpeggiata dagli archi; nella parte centrale l'armonia modula al re maggiore (dominante della dominante), armonia di chiusura del tema. Questo Tema appare chiaramente derivato dal primo: l'accompagnamento degli archi ripetono esattamente le ultime cinque note ascendenti del Primo Tema. Questa prassi, di derivare il secondo tema dal primo, è tipicamente haydniana. [batt. 53-61 Trascr. Singer]
A misura 60 si ritorna alla dominante (sol maggiore) e il secondo tema viene ripresentato con una diversa strumentazione: il dialogo ora avviene tra i violini primi e secondi e i legni (misure 60 - 68) e termina (codetta del secondo tema da misura 69 a 77) inizialmente con 4 battute a tutta orchestra su figurazioni di note ribattute degli archi con le semiminime dei fiati sui tempi forti delle battute. L'armonia si sposta alternativamente dalla dominante (sol maggiore) alla settima di dominante di dominante (re maggiore settima). Questa fase si chiude con una discesa e quindi una salita degli archi e dei legni e con una dinamica che passa, in una battuta (77), dal fortissimo al pianissimo dopo una cadenza (misura 76) di tutta l'orchestra in fortissimo. Sono 5 accordi di semiminime: sol maggiore in primo rivolto - do maggiore - sol maggiore in secondo rivolto - re maggiore settima - sol maggiore.
Quello che segue (misure 77 - 87) può essere considerato un Terzo Tema appena abbozzato, oppure un'ulteriore presentazione variata del Secondo Tema o in definitiva la codetta conclusiva del Secondo Gruppo Tematico. Ma forse più semplicemente è Beethoven che si annuncia nel sorprenderci continuamente. La dinamica, come s'è detto, passa repentinamente al pianissimo e così pure l'armonia modula dal modo maggiore a quello minore (sol minore). In questa nuova atmosfera prima l'oboe, poi il fagotto contrappuntano con una melanconica melodia i bassi (violoncelli e contrabassi) ai quali è affidato il Secondo Tema. [batt. 76-83]
Questa oasi sonora dura solamente poche battute: già nella linea melodica del Secondo Tema s'insinua (misure 81 e 84) una cellula ritmica derivata dal Primo Tema e il crescendo delle misure 85 - 87 porta direttamente alla perorazione finale dell'Esposizione (misure 88 - 109) nel tono della dominante (sol maggiore) sugli incisi "I1" e "I2" del Primo Tema.

#### Sviluppo
Lo Sviluppo (misure 110 - 177) inizia con una modulazione a la maggiore (dominante di re, e quindi dominante della dominante della dominante, oppure anche la "relativa maggiore" della tonica). Vengono riproposti i due incisi iniziali del tema ("I1" e "I2") per tre volte a distanza di una quarta: la prima in la maggiore, la seconda in re maggiore e la terza in sol maggiore (dominante della tonica). In questo modo Beethoven riporta l'ambientazione tonale vicino alla tonica (do maggiore). [batt. 110-119]
La successiva modulazione è, come appare chiaro, nella tonica, ma nel minore (do minore). In questa nuova ambientazione armonica appare con insistenza (per 6 volte) il terzo Inciso "I3". Il movimento dell'armonia per quarte prosegue ancora: do minore - fa minore - si bemolle maggiore. Nella parte finale di questa fase (misure 131 - 133) l'inciso si presenta per moto contrario. [batt. 122-130]
Un breve crescendo (misure 132 - 133) introduce un elemento del Secondo Tema: la parte finale (misure 73 - 75) della codetta del Secondo Tema. L'armonia rimane ferma sul si bemolle maggiore per preparare la fase successiva dello sviluppo: l'entrata in imitazione dell'inciso "I1" (misure 144 -146) nell'armonia di mi bemolle maggiore. Appare chiaro ora che l'insistenza sul si bemolle (dominante di mi bemolle) è servita per preparare l'entrata della testa del tema principale. [batt. 143-148]
La figura in imitazione viene ripresa per altre due volte (in fa minore e in sol minore) e si conclude con la Codetta dello Sviluppo (misure 160 - 177). La perorazione finale dello sviluppo, con l'ausilio di tutto l'organico orchestrale, è basata fondamentalmente su tre armonie: mi maggiore (battute 160, 164 e 168-172), la minore (battute 162 e 166) e la conclusiva cadenza sospesa sulla settima di dominante (sol maggiore settima) realizzata dalla discesa dei legni con semibrevi da misura 174 a misura 177.

#### Riesposizione e Coda finale
La Riesposizione (da misura 178) non è esattamente uguale all'Esposizione. Il Tema viene presentato due volte e non tre, e mentre nell'Esposizione erano i violini primi ad esporlo, ora sono gli archi e i legni con il rinforzo degli ottoni. È diverso anche il "ponte" verso il Secondo Tema (più conciso). Come nell'Esposizione questa coda del Primo Tema termina alla dominante (sol maggiore - battuta 204), ma come è previsto dalla Forma-sonata classica il Secondo tema (da misura 205) ora si presenta alla tonica (do maggiore). Anche in questo caso l'organico è rafforzato: le due voci iniziali erano assegnate rispettivamente al flauto e all'oboe, ora sono raddoppiate: flauto e clarinetto la prima voce, oboe e fagotto la seconda. Anche il Terzo Tema (da misura 230) si presenta diversamente: in do minore. Il crescendo alla fine del Terzo Tema termina (a misura 241) con la riaffermazione del Tema principale alla tonica maggiore fino a misura 259: conclusione della Riesposizione.
La Coda finale (da misura 260) riprende il tema prima alla tonica, poi in la maggiore e quindi in sol maggiore. Sei misure di semiminime ribattute in fortissimo a tutta orchestra (misure 271 - 276) separano le ultime battute conclusive del movimento nelle quali il Tema Principale compare ancora tre volte alla tonica. Qui Beethoven inaugura un caratteristico modo per i finali di sinfonia: "dopo un seguito di accordi brevi e staccati, il tema riappare in una solenne amplificazione sono ed espressiva". Una cadenza "poco interessante" conclude l'Allegro.

#### Schema riassuntivo
| Parte         | Sezione                                 | Sottosezione                | Grado                                  | Tonalità                                     | Battute:da-a |
| ------------- | --------------------------------------- | --------------------------- | -------------------------------------- | -------------------------------------------- | ------------ |
| Introduzione  | Sezione accordale                       |                             |                                        | fa magg. / la min. / re magg. 7a / sol magg. | 1 – 4        |
| Introduzione  | Sezione melodica                        |                             | V (dominante)                          | sol maggiore                                 | 4 - 12       |
| Esposizione   | Tema principale (formato da tre incisi) | Fase 1                      | I (tonica)                             | do maggiore                                  | 13 – 19      |
| Esposizione   | Tema principale (formato da tre incisi) | Fase 2                      | II (sopratonica)                       | re maggiore                                  | 19 – 25      |
| Esposizione   | Tema principale (formato da tre incisi) | Fase 3                      | V (dominante)                          | sol maggiore                                 | 25 – 33      |
| Esposizione   | Tema principale (formato da tre incisi) | Transizione                 | I (tonica) => V (dominante)            | do maggiore => sol maggiore                  | 33 – 52      |
| Esposizione   | Seconda tema                            | Prima esposizione           | V (dominante)                          | sol maggiore                                 | 52 - 60      |
| Esposizione   | Seconda tema                            | Seconda esposizione         | V (dominante)                          | sol maggiore                                 | 60 - 68      |
| Esposizione   | Seconda tema                            | Codetta del tema            | V (dominante)                          | sol maggiore                                 | 69 - 77      |
| Esposizione   | Terzo tema                              |                             | V (dominante minore)                   | sol minore                                   | 77 - 87      |
| Esposizione   | Coda dell'esposizione                   |                             | V (dominante)                          | sol maggiore                                 | 88 - 109     |
| Sviluppo      | Primo e secondo inciso del tema         |                             | VI / II / V                            | la magg. / re magg. / sol magg.              | 110 - 122    |
| Sviluppo      | Terzo inciso                            |                             | I (minore) / IV / VII                  | do min. / fa min. / si b magg.               | 122 - 133    |
| Sviluppo      | Elemento del secondo tema               |                             | VII (sensibile)                        | si b maggiore                                | 134 - 143    |
| Sviluppo      | Figure in imitazione sul primo inciso   |                             | III (mediante)                         | mi b maggiore                                | 144 - 159    |
| Sviluppo      | Coda dello sviluppo                     |                             | III (mediante) => V (dominante)        | mi magg. => sol magg.                        | 160 - 177    |
| Riesposizione | Tema principale (formato da tre incisi) | Doppia esposizione del tema | I (tonica)                             | do maggiore                                  | 178 - 188    |
| Riesposizione | Tema principale (formato da tre incisi) | Ponte verso il secondo tema | I (tonica) => V (dominante)            | do magg. => sol magg.                        | 188 - 204    |
| Riesposizione | Seconda tema                            | Doppia esposizione          | I (tonica)                             | do maggiore                                  | 205 - 221    |
| Riesposizione | Seconda tema                            | Codetta del tema            | I (tonica)                             | do maggiore                                  | 222 - 230    |
| Riesposizione | Terzo tema                              |                             | I (tonica minore)                      | do minore                                    | 230 - 240    |
| Riesposizione | Coda della riesposizione                | (Tema principale)           | I (tonica)                             | do maggiore                                  | 241- 259     |
| Coda finale   | Ripresa del tema principale             |                             | I (tonica) / VI (sopradom.) / V (dom.) | do magg. / la magg. / sol magg.              | 260 - 270    |
| Coda finale   | Perorazione conclusiva                  |                             | I (tonica)                             | do maggiore                                  | 271 - 297    |

### Analisi del Secondo movimento
Il Secondo movimento della sinfonia ha come metro tre ottavi nella tonalità di base di fa maggiore. L'indicazione agogica (o tempo) indicata è “Adagio cantabile con moto”. La struttura formale è quella di una forma-sonata con le tre classiche parti: Esposizione - Sviluppo - Ripresa.

#### Esposizione
L'Esposizione prevede due temi. Il Primo Tema si presenta subito (senza introduzione) con la sonorità degli archi. Si tratta di una melodia "pigra e gentile", o anche "dolce stil nuovo pieno di profumo poetico" e viene presentata in modo "scalare" in stile imitativo (o canone o fugato): violini secondi a misura 1 (tonica - fa maggiore), viole e violoncelli a misura 7 (dominante - do maggiore), contrabassi, fagotto e corni a misura 10 (dominante - do maggiore), violini primi, flauto, oboe e clarinetto a misura 12 (tonica - fa maggiore). [batt. 1-15]
Diversi commentatori hanno riscontrato una certa somiglianza con il tema dell'analogo movimento della Sinfonia in sol minore (K. 550) di Mozart. Ma mentre in Mozart il ritmo risulta sfumato, quasi impreciso, in Beethoven tutto è cronometricamente esatto quasi esasperato da un contrappunto scolastico ed elementare. Un breve "ponte modulante" (misure 20 - 26) che termina sulla dominante (do maggiore), introduce, sempre alla dominante, un Secondo Tema (misure 26 - 34) presentato da tutti gli archi con l'aggiunta del fagotto e dei corni in conclusione della frase. Il tema termina sul sol maggiore (sopratonica - dominante della dominante). [batt. 25-34]
Questa "seconda idea", derivata dal primo tema (Beethoven in questo segue Haydn) tanto che per alcuni è una continuazione dell'enunciato iniziale più che un secondo tema, viene subito ripresa e presentata dai legni (misure 34 - 42 - quasi una codetta al tema) e conclusa da una seconda codetta (misure 42 - 53) che per due volte (a misura 46 e a misura 53) conduce ad una cadenza sospesa (sulla dominante do maggiore - in questo caso "sentita" come la tonica di sol maggiore - armonia centrale del secondo tema). Un episodio (da misura 53 a misura 64) nella tonalità della sopratonica (sol maggiore) conclude l'Esposizione con un'altra cadenza sospesa (do maggiore). Questo episodio consiste in un "pulviscolo di note in terzina" del flauto e dei primi violini sulle note tenute delle trombe e un ritmo persistente del timpano. [batt. 53-64]
Per concludere va notato che l'impiego del timpano, un accompagnamento quasi monotono e lungamente sostenuto (per 8 misure), rappresenta per i tempi di Beethoven "una vera arditezza" per alcuni considerata quasi grottesca, ma per altri vista come una pagina di grande novità tecnica.

#### Sviluppo
L'Esposizione viene ripetuta, infatti termina con il simbolo del ritornello. Lo Sviluppo è relativamente breve: da misura 65 a misura 100 e inizia nel modo minore della dominante (do minore). Ai fiati (inizialmente insieme ai violini) sono assegnate le note caratteristiche del tema (prive delle note ribattute) il cui andamento ricorda la seconda idea, mentre gli archi contrappuntano con un ritmo puntato di derivazione haydniana. Una modulazione raggiunge l'armonia di re bemolle maggiore (sopradominante): qui lo sviluppo è portato ad "una tonalità lontana con casta gentilezza". [batt. 65-73]
Questa figurazione orchestrale (la testa del tema ai legni sovrapposta al ritmo degli archi) prosegue per 10 misure finché il ritmo viene ripreso dal timpano (a misura 81). Il dialogo ora avviene tra il timpano e il resto dell'orchestra su una dinamica continuamente alternata tra il forte e il piano. In realtà si tratta del previsto pedale sulla dominante (do) prima della modulazione finale verso la tonica (do maggiore settima => fa maggiore) per preparare il ritorno del tema principale. Infine è da notare come l'orchestra insista sul tipico intervallo iniziale del modo frigio (si - do: intervallo di seconda minore). [batt. 82-95)

#### Ripresa e Coda finale
Questa Ripresa è in realtà una "Ripresa variata". L'elemento nuovo è l'aggiunta di un controsoggetto. Il tema inizialmente (alla tonica - fa maggiore) è presentato dai violini II e il controsoggetto dai violoncelli (misura 100). A misura 106 il tema ora è presentato dalle viole con il fagotto (sulla dominante - do maggiore) mentre il controsoggetto è esposto dai violini I e II. A misura 111, su un'ennesima entrata del tema al fagotto, violoncelli e contrabassi il controsoggetto si presenta con una variazione. A misura 113 il tema ritorna alla tonica con il flauto, oboe e clarinetto, tonalità con la quale termina questa prima parte della riesposizione. [batt. 100-113]
Il seguente "ponte modulante" o "codetta del tema" (misure 119 - 126) termina alla dominante come nell'Esposizione. Il Secondo tema (misure 126 - 134), come previsto dalla "forma-sonata" si presenta alla tonica e termina (come nell'esposizione) sulla dominante che in questo caso è il do maggiore. Una prima codetta (misure 134 - 140) e una seconda codetta (141 - 152) chiudono definitivamente questo secondo tema. Simmetricamente all'esposizione questa fase si conclude sulla tonica, il fa maggiore (nell'esposizione il secondo tema modulava al sol maggiore - dominante della dominante, per cui la seconda codetta dovendosi chiudere sulla "tonica relativa = dominante della tonica fondamentale" modulava al do maggiore - tonica di sol maggiore).
A misura 153 inizia la Coda finale. Viene ripreso l'episodio di misura 53 dell'Esposizione, ma nell'armonia della tonica mentre il timpano scandisce il ritmo sulla dominante. Il resto della Coda (misure 161 - 195) è dedicato al tema principale e alle sue ultime elaborazioni. Ricompare anche il ritmo puntato diffusamente utilizzato nello sviluppo e derivato in definitiva dal ritmo del timpano. Una classica e prevedibile cadenza settima di dominante => tonica (do maggiore settima = fa maggiore) chiude il movimento.

#### Schema riassuntivo
| Parte       | Sezione                                            | Grado                                 | Tonalità                | Battute:da-a |
| ----------- | -------------------------------------------------- | ------------------------------------- | ----------------------- | ------------ |
| Esposizione | Tema principale (in imitazione)                    | I (tonica) / V (dominante)            | fa magg./do magg.       | 1 – 19       |
| Esposizione | Codetta al tema principale                         | => V (dominante)                      | => do magg.             | 19 - 26      |
| Esposizione | Secondo tema                                       | V (dominante) => II (sopratonica)     | do magg. => sol magg.   | 26 - 34      |
| Esposizione | Codetta 1 al secondo tema                          | II (sopratonica)                      | sol magg.               | 34 - 41      |
| Esposizione | Codetta 2 al secondo tema                          | II (sopratonica) => V (dominante)     | sol magg. => do magg.   | 42 - 53      |
| Esposizione | Coda dell'Esposizione                              | => V (dominante)                      | => do magg.             | 53 - 64      |
| Sviluppo    | Sviluppo della testa del tema                      | V (dominante minore)/VI (sopratonica) | do minore/re b maggiore | 65 - 81      |
| Sviluppo    | Pedale di dominante                                | V (dominante)                         | do magg.                | 81 - 100     |
| Ripresa     | Tema principale (in imitazione con controsoggetto) | I (tonica) / V (dominante)            | fa magg./do magg.       | 100 – 119    |
| Ripresa     | Codetta al tema principale                         | => V (dominante)                      | => do magg.             | 119 - 126    |
| Ripresa     | Secondo tema                                       | I (tonica) => V (dominante)           | fa magg. => do magg.    | 126 - 134    |
| Ripresa     | Codetta 1 al secondo tema                          | V (dominante)                         | do magg.                | 134 - 141    |
| Ripresa     | Codetta 2 al secondo tema                          | V (dominante) => I (tonica)           | do magg. => fa magg.    | 142 - 153    |
| Coda finale | Episodio del timpano                               | I (tonica)                            | fa magg.                | 153 – 161    |
| Coda finale | Elaborazione finale del tema principale            | I (tonica)                            | fa magg.                | 161 - 195    |

### Analisi del Terzo movimento
Il Terzo movimento della sinfonia ha come metro tre quarti nella tonalità di base di do maggiore. L'indicazione agogica (o tempo) indicata è “Allegro molto e vivace”. La struttura formale è quella di un classico minuetto tripartito: Minuetto - Trio - Minuetto (ripresa senza ritornelli).

#### Minuetto
Il Minuetto è formato da tre parti: prima parte (misure 1 - 8): esposizione del tema del minuetto; seconda parte (misure 9 - 43): sviluppo del tema del minuetto; terza parte (misure 43 - 79): ripresa del tema del minuetto.
Prima parte - Entra subito il Tema del minuetto con una regolare frase di 8 battute ritornellata. È un tema scattante, molto ritmico, e tutto in ascesa. L'organico è formato da tutti gli archi; solo nelle ultime battute intervengono i fiati con il colpo finale del timpano. L'armonia inizia nella tonica (do maggiore) e nel finale modula alla dominante (sol maggiore) passando per la dominante della dominante (re).[batt. 1-8]
Il tema di questo terzo movimento, soprattutto l'indicazione agogica (Allegro molto e vivace), ci porta molto lontano dalla "danza salottiera come il nome stesso di minuetto sembra suggerire...è a tutti gli effetti un movimento di azione la cui musica riprende l'avanzata iniziata nel primo tempo e sospesa nell'andante". Questa è la grande novità della Prima Sinfonia di Beethoven: non più una danza stilizzata d'una sopravvenienza arcaica, ma un tema e un ritmo impetuoso "che modula subito, capricciosamente e nervosamente, in tonalità lontane, per tornare altrettanto improvvisamente alla tonalità principale"
Seconda parte - Le prime otto misure del movimento sono la "prima parte" del minuetto. La "seconda parte", secondo lo schema classico, dovrebbe essere formata da altre 8 misure nelle quali l'armonia alla fine rientra nella tonica. In realtà Beethoven, il resto del minuetto lo fa "durare" per ben 70 misure. Questa seconda parte si può a sua volta dividere in due sezioni (o parti) che possono essere definite come "sviluppo" e "ripresa". Nello "sviluppo" (misure 9 - 43) prevale l'"inciso finale del tema" visto a battuta 8 (in questa sezione l'inciso viene ripresentato per 19 volte) in un ambiente armonico lontano dalla tonica: mediante (mi bemolle minore). Interessante è come Beethoven, da questa tonalità lontana, rientri nella tonica (do maggiore). Questo avviene nelle battute finali di questa prima sezione (da misura 34). L'armonia è re bemolle maggiore (sopratonica) sostenuta dal pizzicato dei violini I e II (è l'"inciso finale del tema"). L'oboe e il fagotto da un lato e le viole e gli archi bassi dall'altro lato si scambiano a distanza di una battuta dei lontani brevi richiami ogni volta un semitono sopra: da la naturale a si bemolle e da si bemolle a do bemolle (= si naturale; che in realtà è la sensibile della tonalità di base). Le terzine dei violini dovendo seguire la salita dei semitoni arrivano all'accordo di mi minore mentre gli archi bassi completano il passaggio da si naturale a do naturale (dalla sensibile alla tonica). Qui inizia la seconda sezione con la "ripresa" del tema alla tonica.[batt. 35-48]
Terza parte - Nell'ultima parte (la "ripresa" del tema - da misura 44 a misura 79), dopo alcune divagazioni armoniche (fa minore), prevale un lungo pedale sulla tonica (da misura 66) che si conclude con una consueta cadenza autentica (settima di dominante - tonica).

#### Trio
Anche il Trio è formato da tre parti: prima parte (misure 80 - 103): esposizione del tema del trio; seconda parte (misure 103 - 121) breve sviluppo del tema del trio; terza parte (misure 121 - 137) ripresa del tema del trio.
Prima parte - Il Tema del trio consiste in tre regolari frasi di 8 battute ciascuna. Le prime due frasi sono simmetriche: ad una fanfara dei fiati, su una nota sola ribattuta su un ritmo trocaico, fa riscontro tre battute di rapidi disegni delle crome dei violini I e II. La terza frase è una codetta di chiusura del tema. Da un punto di vista armonico la prima frase è nella tonica (do maggiore); la seconda frase modula alla relativa minore (la minore) e termina in re minore (accordo dell'area tonale della relativa minore); la terza frase modula al sol maggiore che in questo caso rispetto al re può essere "sentita" come tonica, ma è anche la dominante della tonalità d'impianto (do maggiore).[batt. 80-87]
Seconda parte - Questa seconda parte si risolve in un dialogo fra i clarinetti e corni da una parte i violini primi dall'altra. Le figure tematiche sono sempre le stesse: crome ai violini e note ribattute ai fiati. L'ambiente armonico è la settima di dominante (sol maggiore settima) che richiama l'idea di un classico "pedale di dominante" prima del ritorno del tema.
Terza parte - Un crescendo dei violini porta all'ultima parte di questo trio. La ripresa del tema, una lunga e una breve, da parte di tutta l'orchestra (timpani compresi) in "fortissimo" "è uno dei punti più elevati della sinfonia", una ribellione contro i limiti di una forma ormai inadeguata ad esprimere i nuovi sentimenti del romanticismo beethoveniano. Per Berlioz "è la sola e vera novità di questa sinfonia". Da un punto di vista armonico due brevi escursioni alla sottodominante (fa maggiore - misura 127) e alla dominante (sol maggiore settima - misura 129) portano alla classica cadenza finale dominante - tonica.
Segue la ripetizione integrale del Minuetto senza ritornelli.

#### Schema riassuntivo
| Parte    | Sezione                     | Sottosezione    | Grado                                       | Tonalità                      | Battute:da-a |
| -------- | --------------------------- | --------------- | ------------------------------------------- | ----------------------------- | ------------ |
| Minuetto | Tema del minuetto           | (Prima parte)   | I (tonica) => V (dominante)                 | do magg. => sol magg.         | 1 – 8        |
| Minuetto | Sviluppo del minuetto       | (Seconda parte) | III (mediante)/II (sopratonica)/ I (tonica) | mi b min./re b magg./do magg. | 9 - 43       |
| Minuetto | Ripresa del minuetto        | (Terza parte)   | V (dominante) => I (tonica)                 | sol magg. => do magg.         | 43 - 79      |
| Trio     | Tema del trio (Prima parte) | Prima frase     | I (tonica)                                  | do magg.                      | 80 - 87      |
| Trio     | Tema del trio (Prima parte) | Seconda frase   | VI (rel. minore) => II (sopratonica)        | la min. => re min.            | 88 - 95      |
| Trio     | Tema del trio (Prima parte) | Terza frase     | V (dominante)                               | sol magg.                     | 96 - 103     |
| Trio     | Sviluppo del trio           | (Seconda parte) | V (dominante)                               | sol magg.                     | 103 - 121    |
| Trio     | Ripresa del trio            | (Terza parte)   | I (tonica)                                  | do magg.                      | 121 - 137    |

### Analisi del Quarto movimento
Il Quarto movimento della sinfonia ha come metro due quarti nella tonalità di base di do maggiore. L'indicazione agogica (o tempo) indicata è "Adagio" per l'introduzione (prime 6 battute), “Allegro molto e vivace” per il resto del movimento. La struttura formale è quella di una forma-sonata con le tre parti: Esposizione - Sviluppo - Ripresa. Anche se la struttura formale è decisamente quella della forma-sonata, molti scrittori dell'Ottocento definiscono questo movimento un Rondò (o Rondò-sonata). Questo è dovuto probabilmente al tema principale, brillante ed incisivo, tipico delle forme del Rondò.

#### Introduzione e Esposizione
Il quarto movimento è preceduto da un "Adagio" introduttivo; fatto insolito in quei tempi per l'ultimo movimento di una sinfonia anche per Mozart e Haydn. L'Introduzione Inizia con un accordo di sol in fortissimo con tutta l'orchestra. Quindi i violini I timidamente propongono tre note. Questo inciso, sempre con una ritmica diversa, viene ripetuto per quattro volte aggiungendo ogni volta una nota fino al fa. A questo punto, asserita la tonalità di base (do maggiore), viene presentato il tema completamente. [batt. 1-6]
Questa introduzione, quasi singhiozzante, "che distilla lentamente, quasi parodisticamente, le note della scala ascendente che formeranno l'inizio del tema principale" agli inizi non fu compresa da tutti. Alcuni direttori per il timore di far ridere il pubblico, ebbero l'ingenuità di sopprimerla.
A misura 6 appare il Primo tema, "una frase gioiosa, spensierata, d'impronta settecentesca, ma con una singolare forza di propulsione". Il tema è formato da una frase di 8 battute divisia da due semifrasi di 4 battute (domanda - risposta), ed è un tema anacrusico in quanto inizia sul tempo debole della battuta (manca anche la prima semicroma). Da un punto di vista armonico la prima semifrase è nella tonica (do maggiore), mentre la seconda modula alla dominante. L'organico strumentale è circoscritto ai soli archi.batt. 6-15
Quello che segue, da misura 14 fino a misura 56, può essere considerata una transizione (o ponte modulante o codette del tema principale) verso la Seconda Idea. In realtà Beethoven ci presenta altri temi derivati più o meno dal Primo Tema come quello a misura 14 e ripreso subito dai legni, oppure quello, dopo una cadenza dominante-tonica, iniziato dai legni a misura 30 e proseguito dagli archi.[batt. 14-34]
Dall'ultima variante scaturisce una "codetta" che collega direttamente l'entrata del Secondo Tema (o Secondo gruppo di temi) nell'armonia della dominante. Questo Secondo Tema ha una cantabilità fluente, flessuosa un po' sincopata Viene esposto dai violini I e II mentre il resto dell'orchestra (esclusi gli ottoni) lo accompagnano.[batt. 54-60]
Il Secondo Tema viene brevemente sviluppato durante il quale un crescendo porta ad una fase drammatica e "contrastata, formata da blocchi di accordi, ora ai fiati ora agli archi", che a misura 86, con il ritorno del Primo Tema, sbocca nella usuale Coda dell'Esposizione con un "tutti" orchestrale dove gli ottoni (trombe e corni) insistono fino alla fine (misura 96) su un poderoso pedale di dominante che sta alla base di una serie di accordi (sol maggiore, la minore settima, do maggiore e settima di dominante) che hanno la funzione di preparare l'entrata dello Sviluppo.

#### Sviluppo
Prima di iniziare la fase di elaborazione vera e propria dei temi, è prevista la ripetizione dell'Esposizione (l'Esposizione è ritornellata). Lo Sviluppo (misure 96 -162) può essere diviso in tre parti: (1) da misura 96 - 105, (2) misure 116 -139 e (3) misure 140 - 162. Nella prima parte gli elementi della fine della coda (in realtà si tratta della parte iniziale ascendente del tema principale con l'aggiunta di due misure uguali - semiminima con punto legata ad una croma) vengono utilizzati per una progressione che iniziando sulla dominante (settima di dominante - sol maggiore settima) si conclude sulla tonalità della sensibile bemollizzata (si bemolle maggiore).[batt. 96-111]
Nella seconda parte dello Sviluppo, nella nuova ambientazione armonica del si bemolle, la prima parte del tema è utilizzata per un ricco gioco contrappuntistico tra i primi e secondi violini.[batt. 120-128]
La terza parte è la coda dello Sviluppo molto simile alla corrispondente coda dell'Esposizione: un "tutti" orchestrale dove gli ottoni (trombe e corni) insistono su un poderoso pedale di dominante (sol) in preparazione della Ricapitolazione.

#### Ricapitolazione e Coda finale
A misura 162 riappare il Tema Principale alla tonica (do maggiore) con la stessa struttura dell'Esposizione a parte la codetta che si presenta accorciata (non compare la variante a battuta 30). Riappare invece il Secondo Tema alla sottodominante (fa maggiore) a misura 190, che però subito rientra nella tonica (do maggiore).
La coda della Ricapitolazione si conclude a misura 237. Il pedale sulla dominante dell'Esposizione, ora si trasforma in una pedale di tonica (note ribattute degli ottoni) sul quale alla fine viene costruito un fortissimo accordo (con punto coronato) a tutta orchestra sulla settima di sottodominante (fa settima) seguito immediatamente da una accordo di settima di dominante (sol maggiore settima). La Coda finale comprende le ultime 68 misure. Il Tema principale viene ripresentato questa volta preceduto da 6 battute d'introduzione diverse dalle battute iniziali del movimento ma molto simili da un punto di vista funzionale. Nelle misure 242 - 250 il tema appare completo (domanda e risposta). A misura 250 iniziano le codette del tema mentre a misura 266 inizia quella che può chiamarsi la "liquidazione conclusiva del movimento".

#### Schema riassuntivo
| Parte           | Sezione                                | Sottosezione                        | Grado                                               | Tonalità                                   | Battute:da-a |
| --------------- | -------------------------------------- | ----------------------------------- | --------------------------------------------------- | ------------------------------------------ | ------------ |
| Introduzione    |                                        |                                     | V => IV                                             | sol => fa                                  | 1 - 6        |
| Esposizione     | Tema principale                        | Prima frase (domanda)               | I (tonica)                                          | do magg.                                   | 6 - 10       |
| Esposizione     | Tema principale                        | Seconda frase (risposta)            | => V (dominante)                                    | => sol magg.                               | 10 - 14      |
| Esposizione     | Tema principale                        | Codetta                             | V (dominante) => I (tonica)                         | sol magg. => do magg.                      | 14 - 30      |
| Esposizione     | Tema principale                        | Variante del tema                   | V (dominante) => I (tonica)                         | sol magg. => do magg.                      | 30 - 38      |
| Esposizione     | Tema principale                        | Codetta del primo tema              | => V (dominante)                                    | => sol magg.                               | 38 - 54      |
| Esposizione     | Secondo Tema                           | Tema                                | V (dominante)                                       | sol magg.                                  | 54 - 60      |
| Esposizione     | Secondo Tema                           | Codetta del tema                    | V (dominante)                                       | sol magg.                                  | 60 - 85      |
| Esposizione     | Coda all'esposizione                   |                                     | => V (dominante)                                    | sol magg./la min. 7a/do magg./sol magg. 7a | 86 - 96      |
| Sviluppo        | Prima fase                             | Progressione su elementi della coda | V (dominante) => VII (sensibile)                    | sol magg. => si b magg.                    | 96 -115      |
| Sviluppo        | Seconda fase                           | Contrappunto sul primo tema         | VII (sensibile) => V (dominante)                    | si b magg. => sol magg.                    | 116 - 139    |
| Sviluppo        | Coda dello sviluppo                    | Pedale di dominante                 | V (dominante)                                       | sol magg.                                  | 140 - 162    |
| Ricapitolazione | Tema principale (I e II frase)         |                                     | I (tonica) => V (dominante)                         | do magg. => sol magg.                      | 162 - 170    |
| Ricapitolazione | Codetta del tema                       |                                     | V (dominante) => I (tonica)                         | sol magg. => do magg.                      | 170 - 190    |
| Ricapitolazione | Secondo tema                           |                                     | IV (sottodominante) => I (tonica)                   | fa magg. => do magg.                       | 190 - 210    |
| Ricapitolazione | Codetta del tema                       |                                     | => I (tonica)                                       | => do magg.                                | 210 - 225    |
| Ricapitolazione | Coda della ricapitolazione             |                                     | I (tonica) => settima di sottodominante e dominante | do magg. => fa 7a /sol magg. 7a            | 226 - 237    |
| Coda finale     | Seconda introduzione e tema principale |                                     | I (tonica) => V (dominante)                         | do magg. => sol magg.                      | 237 - 250    |
| Coda finale     | Codetta del tema                       |                                     | V (dominante) => I (tonica)                         | sol magg. => do magg.                      | 250 - 266    |
| Coda finale     | "Liquidazione finale"                  |                                     | I (tonica)                                          | do magg.                                   | 266 - 304    |

## Registrazioni
Discografia selettiva
- Felix Weingartner, Wiener Philharmoniker, Naxos 8 110856
- Arturo Toscanini, BBC Symphony Orchestra, Naxos 8 110854
- Bruno Walter, New York Philharmonic,  Andromeda ANDRCD5090
- Arturo Toscanini, NBC Symphony Orchestra, RCA 82876 55702-2
- Wilhelm Furtwängler, Wiener Philharmoniker, EMI S 567496-2; 907878-2; Music & Arts CD1117
- Herbert von Karajan, Philharmonia Orchestra, EMI 515863-2; Naxos 8 111339; Major Classics M3CD309
- Hermann Scherchen, Orchestra del Wiener Staatsoper, Archipel ARPCD0201
- Otto Klemperer, Philharmonia Orchestra, EMI 573895-2; 404275-2; Testament SBT1405
- Herbert von Karajan, Berliner Philharmoniker, DG 463 088-2GB5; Eloquence 429 036-2
- George Szell, Orchestra di Cleveland, Sony SBK46532
- Leonard Bernstein, New York Philharmonic, Sony 88697 68391-2
- Eugen Jochum, Orchestra reale del Concertgebouw, Philips 475 8147PB6
- Karl Böhm, Wiener Philharmoniker, DG 479 194-9GB6; Eloquence 463 194-2
- Georg Solti, Chicago Symphony Orchestra, Decca 430 792-2DC6; 475 9090DC6
- Herbert von Karajan, Berliner Philharmoniker, DG 477 7578GB6
- Leonard Bernstein, Wiener Philharmoniker, DG 474 924-2GB5; 423 481-2GX6
- Christopher Hogwood, Academy of Ancient Music, L’Oiseau-Lyre 452 551-2OC5
- Herbert von Karajan, Berliner Philharmoniker, DG 477 9830
- Frans Brüggen, Orchestra del XVIII Secolo, Philips 416 329-2PH
- Riccardo Muti, Philadelphia Orchestra, EMI 097946-2
- Günter Wand, Norddeutscher Rundfunk Symphony Orchestra, RCA 74321 89109-2
- Roger Norrington, London Classical Players, Virgin 561943-2; 083423-2
- Nikolaus Harnoncourt, Chamber Orchestra of Europe, Teldec 0927 49768-2; Warner 2564 63779-2
- John Eliot Gardiner, Orchestre Revolutionnaire et Romantique, Archiv 477 8643AB5
- Wolfgang Sawallisch, Orchestra reale del Concertgebouw, EMI 217635-2
- Colin Davis, Sächsische Staatskapelle Dresden, Newton 8802077
- David Zinman, Orchestra della Tonhalle di Zurigo, Arte Nova 74321 63645-2; 4321 65410-2
- Daniel Barenboim, Staatskapelle Berlin, Warner 2564 61890-2
- Claudio Abbado, Berliner Philharmoniker, DG 477 5864GM5
- Simon Rattle, Wiener Philharmoniker, EMI 457573-2; 915624-2
- John Neschling, Orchestra Sinfonica dello Stato di San Paolo, Phantom 733743
- Riccardo Chailly, Orchestra del Gewandhaus di Lipsia, Decca 478 3492DH5; 478 3493DH
- Osmo Vänskä, Minnesota Orchestra, BIS BIS-SACD1716; BIS-SACD1825/6
- Christian Thielemann, Wiener Philharmoniker, Sony 88697 92717-2; 88697 97530-2
- Emmanuel Krivine, Chambre Philharmonique, Naïve V5258